# العملاق (فلم 1960)
العملاق هو فيلم مصري عرض عام 1960، بطولة فريد شوقي ومريم فخر الدين وعماد حمدي ومحمود المليجي، ومن إخراج محمود ذو الفقار.

## قصة الفيلم
شريكان في شركة مقاولات، يرغب الأول في الانتقام من منافس له، ولا يشعر بالحب الذي تكنه له سكرتيرة المكتب، في نفس الوقت الذي يحبها فيه شريكه ويطلب يدها، لكن الخطبة تفسخ، ويتهم الأول بأنه قتل أحد المقاولين من شركة منافسة بمكيدة من منافسه، فيساق إلى السجن ويحكم عليه بالأشغال الشاقة، يقرر أن يهرب، ويتمكن من ذلك في إحدى عربات الخضار، يقرر الانتقام من القاتل ودفعه إلى الاعتراف. وقبل أن يعود إلى السجن، يذهب إلى منزل شريكه السابق، ويسأل عن حبيبته السكرتيرة التي كان ينوي أن يتزوجها، ويكتشف أن شريكه قد تزوجها، فيعود إلى السجن راضيًا.

## طاقم التمثيل
- فريد شوقي: (فتوح)
- مريم فخر الدين: (ناهد)
- عماد حمدي: (رأفت)
- محمود المليجي: (العيسوي)
- سميحة أيوب: (تحية)
- صلاح نظمي: (عزت عبد السميع)
- شفيق نور الدين: (زكي أفندي)
- خيرية أحمد
- سعيد خليل
- محمد صبيح: (مسجون)
- وداد حمدي
- محسن حسنين: (ساعي مبروك)
- أحمد لوكسر: (النائب العام)
- محمد رضا
- محمد أباظة: (مأمور السجن)
- إكرام عزو: (الطفلة نادية)

## فريق العمل
- إخراج: محمود ذو الفقار
- قصة: كمال ذو الفقار
- سيناريو: محمود ذو الفقار، عبد الحي أديب
- حوار: محمد أبو يوسف
- مدير التصوير: وحيد فريد
- مونتاج: حسنوف
- موسيقى تصويرية: إبراهيم حجاج
- إنتاج: ستوديو مصر
- توزيع داخلي: أفلام جمال الليثي
- توزيع خارجي: ستوديو مصر